# Abus
ABUS — один из ведущих европейских производителей кранов для производственных цехов, основанная 1963 г. Номенклатура продукции: производство кранов и подъемных механизмов грузоподъемностью от 80 кг до 120 т, сервис, обслуживание и поставки запасных частей, обучение клиентов обслуживанию и ремонту. Ведущие позиции на рынке и портфолио обеспечены собственным производством всех компонентов выдающегося качества, постоянным развитием и совершенствованием компонентов для кранов, инновационными продуктами. Экспортная составляющая более 50 %. Филиалы на других континентах решают вопросы всемирного сбыта и сервиса больше чем в 50-ти странах мира.

## Представительства
ООО Сервисно Инжиниринговая Компания "МонРеНал" -   активный поставщик продукции  ABUS Kransysteme GmbH в России, Узбекистане, Казахстане, Азербайджане, Таджикистане, Туркменистане, Молдове, Армении.  Осуществляет комплексные поставки "под ключ"  оборудования ABUS и запасных частей.
ООО Шнейдер — Один из важнейших представителей ABUS Kransysteme GmbH в Венгрии, Румынии и Болгарии, который также обслуживает заказчиков русскоязычных рынков. С 1991 г. одна из ведущих фирм Венгрии по производству и продаже грузоподъемных кранов и их компонентов. На фирме действуют системы управления качеством: ISO 9001:2000 и ISO 3834. Рабочий коллектив фирмы более 50 человек.
ABUS Kransysteme GmbH имеет представительства в: Швеция, Испания, Великобритания, Нидерланды, Китай, Польша и др. странах
ООО Технекс — ведущий представитель в Восточной Европе (Российская Федерация, Казахстан и Республика Беларусь). Поставка кранов и подъемных механизмов грузоподъемностью от 80 кг до 120 т, монтаж, сервис, обслуживание и поставки запасных частей.

## История ABUS Kransysteme GmbH
1963/1964
• основание компании Вернером Бюне в Веттере
1965
• Строительство первой фабрики в Гуммерсбах-Лантенбах
1974
• Начало развития производства собственных компонентов для грузоподъемных кранов (концевые тележки ABUS, центральный привод AZ),
1982
• Запуск производства канатных электротельферов ABUS
1984
• Запуск производства цепных электротельферов ABUS и НВ-систем (легкие подвесные крановые системы)
1987
• открытие нового исследовательско-конструкторского Центра в Мариенхайде (недалеко от Гуммерсбаха)
1989
• Строительство фабрики в Мариенхайде-Родт, которая стала дистрибьюторским центром а также местом производства консольных поворотных кранов и легкой крановых систем
1993
• Открытие филиала компании для продаж и обслуживания продукции ABUS в Швеция
1994
• Открытие филиала компании для продаж и обслуживания продукции ABUS в Испании и Великобритании
1995
• Введение кнопочных постов управления ABUS
1996
• Открытие филиала компании для продаж и обслуживания продукции ABUS в Нидерландах
1997
• Открытие филиала компании для продаж и обслуживания продукции ABUS в Китае (Шанхай)
• Строительство фабрики в Лантенбахе, площадью 11000 м ², для производства индустриальных грузоподъемных кранов EOT (Electric Overhead Travelling) с производительностью больше 4000 мостовых кранов в год
1999
• Запуск производства легких цепных электроталей типа GM ABUCompact
• Введение электронной системы ограничения грузоподъемности ABUS LIS-SE
2000
• Произведен 100000-й цепной электротельфер
2001
• Открытие филиала компании для продаж и обслуживания продукции ABUS во Франции
• Запуск в производство системы дистанционного радиоуправления ABUS Mini-RC
2002
• Освоение нового сегмента рынка: расширение стандартного ряда — начало производства двухбалочных мостовых кранов с грузоподъемностью до 100 тонн
2002—2005
• Нововведение — модульные цепные электротельферы ABUCompact
2005
• Произведен 100000-й канатный электротельфер
2006
• Открытие филиала компании для продаж и обслуживания продукции ABUS в Польше
2006—2007
• Запуск в производство модульных концевых балок для кранов
2007
• Ввод нового офисного здания — штаб ABUS в Лантенбахе
2008
• начало освоения крупной промышленной зоны в Гуммерсбахе для строительства еще одного завода по производству индустриальных грузоподъемных кранов EOT (Electric Overhead Travelling) и канатных электротельферов.

## Показатели в цифрах
Товарооборот 208 млн.в год (данные по 2006 году)

Штат более 850 человек (в Европе)

Грузоподъемность выпускаемого оборудования — 120 тонн